# Draba kusnezowii
Draba kusnezowii là một loài thực vật có hoa trong họ Cải. Loài này được (Turcz. ex Ledeb.) Hayek mô tả khoa học đầu tiên năm 1911.